# Kiana Kryeziu
Kiana Kryeziu (* 11. November 2004) ist eine kosovarische Skirennläuferin. Sie nahm 2022 als erste kosovarische Sportlerin an Olympischen Winterspielen teil.

## Karriere
Kryeziu gab ihr internationales Renndebüt am 15. Dezember 2020 bei einem FIS-Slalom in Erzurum. Ihr erstes internationales Großereignis bestritt sie 2022 bei den Olympischen Winterspielen in Peking. Bis zu diesem Zeitpunkt war sie hauptsächlich bei FIS- bzw. Juniorenrennen an den Start gegangen. Bei den Spielen belegte sie den 49. und letzten Platz im Riesenslalom, mit über 46 Sekunden Rückstand auf die Siegerin Sara Hector und mit über 11 Sekunden Rückstand auf die Vorletzte, Özlem Çarıkçıoğlu.

## Erfolge

### Olympische Winterspiele
- Peking 2022: 49. Riesenslalom

### Weltmeisterschaften
- Courchevel/Méribel 2023: DNF Slalom, DNQ Riesenslalom
- Saalbach 2025: DNF Riesenslalom, DNF Slalom

### South American Cup
- 4 Platzierungen unter den besten 15

### Europäisches Olympisches Winter-Jugendfestival
- Vuokatti 2021: 48. Slalom

### Weitere Erfolge
- 2 Podestplätze bei FIS-Rennen